# Eleanor & Park
Eleanor a Park je první román pro mladé dospělé napsaný Rainbow Rowellovou. Kniha byla vydána v roce 2012 a sleduje dvojí vyprávění Eleanor a Parka, dvou nezletilých, žijících v Omaze v Nebrasce v letech 1986 až 1987. Eleanor je 16letá dívka s neobvyklým stylem oblékání, kudrnatými zrzavými vlasy, baculatou postavou a obtížným rodinným životem. Park je 16letý chlapec napůl korejského původu, který je introvertní a zamilovaný do komiksů a hudby. Eleanor se setkává s Parkem ve školním autobuse v její první den školy. Postupně se jejich životy stále více propojují díky společným zálibám a začíná se rozvíjet milostný příběh. V češtině knihu vydalo v roce 2014 nakladatelství Yoli.

## Děj
Eleanor je nová studentka na střední škole. Je nejstarší v rodině dvou dívek a tří chlapců, kteří žijí se svou matkou a nevlastním otcem Richiem v maličkém domě se dvěma ložnicemi. Richie fyzicky a emocionálně týrá jejich matku a často je opilý. Děti z něj žijí v hrůze. Eleanor nevlastní zubní kartáček ani správně padnoucí oblečení, nosí stuhy ve vlasech a vytváří podivné oděvní kombinace, kvůli kterým ji spolužáci šikanují. Eleanor se právě vrátila domů poté, co spala na gauči matčina kamaráda ze střední školy, protože ji Richie před rokem vyhodil.
Park žije v Omaze celý svůj život. Jeho rodina není zámožná, rodiče pocházejí z velmi odlišného prostředí, a i přesto je jeho domov plný lásky. Jeho otec je vysoký a mužný. Park svým vzhledem připomíná spíše matku a je dokonce nižší než jeho mladší bratr. Park není nadšený z taekwonda, bojového umění, který jeho otec tolik oceňuje. Park se místo toho zajímá o alternativní hudbu a komiksy. Cítí se nejistý svou výškou a asijským původem, přestože vychází s oblíbenými spolužáky velmi dobře.
V Eleanořin první den školy ji studenti považují za divnou. Ve školním autobuse si přeházeli místa, aby na ni řidič křičel. Když se Eleanor málem rozplakala, Park jí hrubě nabídl místo. Mají spolu několik hodin, během kterých si Park všimne, že Eleanor je jednou z nejchytřejších studentek ve třídě. Začnou se blíže seznamovat.
Eleanor je ve škole pravidelně šikanována. Doma Richie často křičí na Eleanořinu matku a týrá ji když je opilý. Jednou v noci Eleanor zaslechne výstřely a zavolá policii, ale ta uvěří Richieho lžím. Eleanor se snaží před Parkem utajit svou životní situaci, ale je frustrovaná, když některé věci považuje za samozřejmé, například telefon. Eleanor a Park spolu tráví čas v tajnosti, protože Richie nedovolí Eleanor mít přítele. Park později vyznává svou lásku k Eleanor.
Park se jednoho dne pohádá a popere se Stevem, který šikanoval Eleanor. Jeho matka si myslí, že za to může Eleanor, která vede Parka do takových problémů. Ale Parkův otec je na něj hrdý a chápe, že Richie je hrubý alkoholik. Poté, co Parkova matka viděla Eleanořinu rodinu, pozve Eleanor, aby pobývalava v jejich domě. Ona to přijímá a lže o tom své rodině. Eleanořini příbuzní nabídnou, že vezmou Eleanor na léto do Minnesoty, aby se mohla zúčastnit programu pro nadané dospívající, ale Richie jí to zakáže.
Jednou v noci Parkova matka nabídne, aby si Park společně s Eleanor vyrazili na rande. Eleanor se poté vrací domů, kde zrovna dochází k rozepři mezi Richiem a její matkou. Eleanor najde své osobní věci, které jsou zničené. Všimne si nenávistného vzkazu, který napsal Richie do její školní učebnice. Eleanor uteče a skončí ve Stevově garáži s ním, Tinou, Mikeym a další dívkou, u kterých se ukáže, že nejsou tak zlí, jak si myslela. Eleanor se snaží vymyslet způsob, jak zmizet z domu a dostat se ke svému strýci v Saint Paul v Minnesotě. Park jí nabídne, že ji tam odveze. Park s Eleanor se loučí. Eleanor zůstává u svých příbuzných.
Park posílá Eleanor dopisy, ale ona neodpovídá. Vlastně je ani nečte. Park se na ni snaží zapomenout, ale nejde to. Brzy Eleanořini sourozenci a matka zmizí z Richieho domu a Richie zůstane sám. Park často prochází kolem Eleanořina bývalého domu a velmi se mu po ní stýská. Jednoho dne se Park setkává s Richiem, který se zrovna vrací opilý domů. Park často sní o tom, jak zabije Richieho, ale nakonec pouze kope do země před Richieho obličejem, který zrovna spadl do sněhu.
O šest měsíců později Park obdrží pohlednici od Eleanor. Pohlednici pouze se dvěma slovy.

## Témata

### Týrání dětí
Richie děti fyzicky týrá. Bije je, když udělají něco špatného, a také je slovně napadá a uráží je. Děti chodí ve starém oblečení a botách. Nemají zubní kartáčky, pastu, ani šampon či kondicionér na mytí vlasů, mají přístup pouze k prostředku na mytí nádobí. Nemají dostatek jídla. Všech pět dětí spí v malé ložnici s palandou, chlapci na podlaze, Eleanor na palandě nahoře a její mladší sestra dole.

### Šikana
Eleanor se vypořádává se šikanou ve škole i doma. Ve škole ji spolužačka Tina a další studenti šikanují kvůli její velikosti, vlasům a oblečení. Richie má také poznámky na její velikost, avšak jsou mnohem vulgárnější.

## Přijetí díla
Kritické přijetí knihy bylo většinou pozitivní. Web Kirkus Reviews uvedl: „Vtipná, nadějná, sprostá, sexy a k slzám, tato vítězná romance uchvátí dospívající i dospělé čtenáře.“
Autor John Green řekl, že Eleanor a Park „nepřipomněla jen to, jaké to je být mladý a zamilovaný do dívky, ale také jaké to je být mladý a zamilovaný do knihy.“  Americká asociace knihoven udělila knize v roce 2014 ocenění Michael L. Printz Award Honor za vynikající výsledky v literatuře pro mladé dospělé.
The Boston Globe a The Horn Book Magazine nazvali Eleanor a Park „upřímným, srdcervoucím zobrazením nedokonalé, ale nezapomenutelné lásky“ a udělily Rowellové v roce 2013 Boston Globe-Horn Book Award za beletrii.  The New York Times Book Review ji označil za jednu ze sedmi pozoruhodných dětských knih roku 2013. NPR uvedla, že Eleanor a Park „zachycuje čisté, viscerální vzrušení středoškolských mdlob, ale nikdy nezapomíná, že tyto pocity jsou skutečné a důležité“, když knihu zařadili do seznamu nejlepších knih roku 2013. Asociace pro knihovnické služby dětem, Asociace služeb knihoven pro mladé dospělé a Booklist ocenily audioknižní verzi Eleanor a Park oceněním Odyssey Honor 2014.